# 辛店镇 (孟村县)
辛店镇，是中华人民共和国河北省沧州市孟村回族自治县下辖的一个乡镇级行政单位。

## 行政区划
辛店镇下辖以下地区：
辛店村、张官店村、挂甲林村、卜宅村、何吕店村、小李庄村、小姜庄村、卜老桥村、王林村、代林村、付林村、谷林村、董林村、牟庄村、赵庄村、东满西村和西满西村。